# Бурмистров, Пётр Петрович
Пётр Петрович Бурмистров (13 [26] февраля 1915, Москва — 1987, Москва) — советский футболист и тренер.

## Биография
Воспитанник юношеской команды «Мотор» (Москва), где начал играть в футбол в 1930 г. В составе клуба «Мотор» по 1937 г. включительно играл на первенство Москвы. Затем выступал два года за команду Белорусского военного округа, участвовал в первенстве Вооружённых сил. В 1940—1941 гг. играл за московские «Крылья Советов».
В годы Великой Отечественной войны начался куйбышевский период его футбольной жизни. С моторостроительным заводом в конце 1941 эвакуировался в Куйбышев, с 1942 стал играть за заводскую команду, откуда перешёл в Крылья Советов.
В 1945 команда дебютировала в чемпионате страны во второй группе. В числе 15 футболистов Пётр Бурмистров был утвержден в составе команды распоряжением по Всесоюзному комитету по делам физической культуры и спорта при Совнаркоме СССР № 91 от 30 мая 1945 г.
В первом матче чемпионата 3 июня 1945 г. Бурмистров забил первый гол команды в ворота горьковского «Торпедо». В свой дебютный сезон он участвовал во всех 17 матчах. Команда тогда пробилась в первую группу, позже закрепилась в ней.
Отличался отменной физической подготовкой, хорошим видением поля, сильным ударом. Играл в защите и полузащите, причём одинаково успешно. Выделялся острыми подключениями в атаке, неутомимостью, умело взаимодействовал с партнёрами. Команда тогда придерживалась оборонительной тактики игры. Бурмистров был столпом защиты.
За «Крылья Советов» в 1945—1948 гг. провёл в чемпионатах страны 73 матча, забил 4 мяча, в том числе в высшей лиге — 56 матчей, 3 гола. Два мяча им забито в ворота минских динамовцев в 1947 г. и один — московским одноклубникам в 1948 г. В спортивных отчётах того времени не раз отмечалась уверенная и надежная игра Петра Бурмистрова.
В 1949 стал помощником главного тренера «Крыльев Советов» А. К. Абрамова, работая с дублем. Дублёры в 1952 г. заняли 3-е место — самое высокое место в своей истории. В 1953 — главный тренер «Крыльев Советов». При нём заиграли в команде Виктор Кирш, Виктор Бровкин, Борис Цугранис, Леонид Гузик. Вместе с опытными игроками они в чемпионате 1953 г. заняли седьмое место и играли в финале Кубка СССР. Кубковые матчи «Крылья» тогда провели в столице и сыграли уверенно, победив «Торпедо» (1:0, голы Гулевский, Горностаев) и уступил в финале столичному «Динамо» в упорной борьбе (0:1).
С 1955 тренерская карьера Петра Бурмистрова связана с куйбышевским «Восходом». Одновременно тренировал юношескую сборную РСФСР, которая в 1956 г. заняла третье место во всесоюзных юношеских соревнованиях. В 1957 работал главным тренером уфимского «Нефтяника». Год спустя возглавил молодой коллектив куйбышевского «Металлурга», который в 1963 дебютировал в классе «Б» (5-е место). Ещё год судьба Бурмистрова была связана со второй командой города. В 1966-68 гг. он работал в Тольятти с командами класса «Б» «Труд» и «Химик», а затем был тренером клубных команд города Куйбышева.
Последние годы своей жизни Пётр Петрович Бурмистров проживал в Москве. Был женат, имеет сына. Умер в Москве в 1987 году.

## Клубная статистика
| Выступление      | Выступление      | Выступление      | Лига | Лига | Кубок | Кубок | Итого | Итого |
| Клуб             | Лига             | Сезон            | Игры | Голы | Игры  | Голы  | Игры  | Голы  |
| ---------------- | ---------------- | ---------------- | ---- | ---- | ----- | ----- | ----- | ----- |
| Крылья Советов   | Первая           | 1945             | 17   | 1    | —     | —     | 17    | 1     |
| Крылья Советов   | Высшая           | 1946             | 20   | 0    | 1     | 0     | 21    | 0     |
| Крылья Советов   | Высшая           | 1947             | 15   | 2    | 2     | 0     | 17    | 2     |
| Крылья Советов   | Высшая           | 1948             | 21   | 1    | 1     | 0     | 22    | 1     |
| Крылья Советов   | Итого            | Итого            | 73   | 4    | 4     | 0     | 77    | 4     |
| Всего за карьеру | Всего за карьеру | Всего за карьеру | 73   | 4    | 4     | 0     | 77    | 4     |

## Тренерская статистика
| Команда                   | Турнир         | Начало сезона  | Окончание сезона | Результаты | Результаты | Результаты | Результаты | Результаты |
| Команда                   | Турнир         | Начало сезона  | Окончание сезона | И          | В          | Н          | П          | В %        |
| ------------------------- | -------------- | -------------- | ---------------- | ---------- | ---------- | ---------- | ---------- | ---------- |
| Крылья Советов (Куйбышев) | Чемпионат 1953 | 26 апреля 1953 | 10 октября 1953  | 20         | 6          | 5          | 9          | 030,00     |
| Крылья Советов (Куйбышев) | Кубок 1953     | 26 апреля 1953 | 10 октября 1953  | 3          | 2          | 0          | 1          | 066,67     |
| Крылья Советов (Куйбышев) | Чемпионат 1954 | 11 апреля 1954 | 13 сентября 1954 | 24         | 7          | 6          | 11         | 029,17     |
| Крылья Советов (Куйбышев) | Кубок 1954     | 11 апреля 1954 | 13 сентября 1954 | 1          | 0          | 0          | 1          | 000,00     |
| Крылья Советов (Куйбышев) | Всего          | Всего          | Всего            | 48         | 15         | 11         | 22         | 031,25     |
| Нефтяник (Уфа)            | Чемпионат 1957 | 7 апреля 1957  | 13 октября 1957  | 30         | 6          | 5          | 19         | 020,00     |
| Нефтяник (Уфа)            | Кубок 1957     | 7 апреля 1957  | 13 октября 1957  | 1          | 0          | 0          | 1          | 000,00     |
| Нефтяник (Уфа)            | Всего          | Всего          | Всего            | 31         | 6          | 5          | 20         | 019,35     |
| Металлург (Куйбышев)      | Чемпионат 1963 | 5 мая 1963     | 12 октября 1963  | 30         | 15         | 7          | 8          | 050,00     |
| Металлург (Куйбышев)      | Кубок 1963     | 5 мая 1963     | 12 октября 1963  | 1          | 0          | 0          | 1          | 000,00     |
| Металлург (Куйбышев)      | Чемпионат 1964 | 2 мая 1964     | 3 октября 1964   | 30         | 6          | 8          | 16         | 020,00     |
| Металлург (Куйбышев)      | Кубок 1964     | 2 мая 1964     | 3 октября 1964   | 1          | 0          | 0          | 1          | 000,00     |
| Металлург (Куйбышев)      | Всего          | Всего          | Всего            | 62         | 21         | 15         | 26         | 033,87     |
| Труд (Тольятти)           | Чемпионат 1966 | 2 мая 1966     | 16 октября 1966  | 34         | 10         | 13         | 11         | 029,41     |
| Труд (Тольятти)           | Кубок 1966/67  | 2 мая 1966     | 16 октября 1966  | 2          | 1          | 0          | 1          | 050,00     |
| Труд (Тольятти)           | Чемпионат 1967 | 28 апреля 1967 | 12 октября 1967  | 38         | 9          | 15         | 14         | 023,68     |
| Труд (Тольятти)           | Кубок 1967/68  | 28 апреля 1967 | 12 октября 1967  | 2          | 1          | 0          | 1          | 050,00     |
| Труд (Тольятти)           | Чемпионат 1968 | 27 апреля 1968 | 17 октября 1968  | 38         | 11         | 11         | 16         | 028,95     |
| Труд (Тольятти)           | Кубок 1968/69  | 27 апреля 1968 | 17 октября 1968  | 1          | 0          | 0          | 1          | 000,00     |
| Труд (Тольятти)           | Всего          | Всего          | Всего            | 115        | 32         | 39         | 44         | 027,83     |

С 1969 по 1985 год тренер клубных команд г. Куйбышева.